# Стоян Омарчевски
Стоян Иванов Омарчевски е български политик от Българския земеделски народен съюз (БЗНС), министър на народното просвещение в правителството на Стамболийски (1920 – 1923).

## Биография
Стоян Омарчевски е роден на 24 декември 1885 година в Нова Загора. През 1912 г. завършва философия, а пет години по-късно – и право в Софийския университет. През 1905 година става член на БЗНС.
Учителства в Белоградчик и Видин. Избиран е за депутат от Видин и Враца през 1913, 1914, 1919, 1920 и 1923 г. През 1917 г. е избран за секретар на парламентарната група на земеделците. През април 1918 г. парламентарната му група го посочва за член на Постоянното присъствие.
В периода 1920 – 1923 година Омарчевски е министър на просвещението, като заменя на поста Цанко Церковски от същата партия. Омарчевски прави серия реформи: въвежда задължителното основно образование, строи 1115 нови училища в малките селища, освобождава от данъци детската литература. Негов е и законопроектът за поставяне на бюстове на заслужили българи в централната алея на Борисовата градина. Откриват се Медицинският, Ветеринарният, Агрономическият и Богословският факултет на Софийския университет.
Личният принос на министър Омарчевски в реформите на земеделския кабинет е огромен:
- въвежда задължително основно образование;
- издейства значителни средства за строеж на нови училища – само за две години броят на школата, предимно в селата и малките градове, нараства от 561 на 1676.
- разделя средното образование на два курса: долен общообразователен със срок три години (реални училища) и горен, двегодишен, с насоченост към общо или специално образование.
- като министър на просветата предприема опростяване на правописа – прави го по-близък до говоримия език. Документът, наречен „Упътване за общ правопис на българския език“, за пръв път кодифицира употребата на главни букви, разглежда някои въпроси на сричкопренасянето, въвежда просто правило за пълния и краткия член на еуфоничен принцип, нормира употребата на двойни предлози „във“ и „със“ и т.н. Приет е от Народното събрание на 21 март 1922 г. Част от българската интелигенция се противопоставя на реформата, защото вижда в нововъведенията опасност от загубване на националната идентичност.
- по негово време са открити два нови факултета – ветеринарен и богословски. Към Медицинския факултет са открити два нови отдела – зъболекарство и аптекарство.

Заслуга на Омарчевски е приемането на закони за депозиране на печатни произведения в народните библиотеки в София, Пловдив и Велико Търново, за създаване на „достъпни народни библиотеки“, за „поощрение на родната литература и изкуство“, за създаване на Българския археологически институт. През септември 1920 г. Омарчевски внася в Народното събрание законопроект за изменение и допълнение на Закона за народното просвещение, с който са създадени Художествената и Музикалната академия. Полага особени грижи за развитието на току-що появилата се филмова индустрия – правителството сключва споразумение с фирмата „Луна филм“ за съвместно изграждане на филмови съоръжения. Заснет е филмът „Под старото небе“ по едноименната творба на Цанко Церковски.

Няколко дни след смъртта на Иван Вазов, на 22 септември 1921 г., министърът на просвещението Стоян Омарчевски внася в Народното събрание обширен доклад с мотивите за превръщането на Вазовия дом в музей. През 1922 г. по предложение на Омарчевски 1 ноември е обявен за Ден на народните будители. Реформаторът на книжовния език и образованието успява да прокара Закон за насърчение на детската литература. Законът е само от една страничка. Благодарение на този документ детската книга е освободена от данъци, а Министерството на народното просвещение е натоварено да „издава в изящна външност отбрани произведения от по-добрите български автори, които раздава като подаръци всяка година на отличили се ученици от всички училища“. Тези издания не са били пускани в продажба. Късният период от живота на Стоян Омарчевски, след Деветоюнския преврат, е изпълнен с партийни борби. Министърът реформатор умира на 10 март 1941 г. В спомените на съвременниците си Стоян Омарчевски е делови, целеустремен човек, у него винаги има „напор да върши нещо“.
През 1921 година Омарчевски прокарва правописна реформа на българския език, съгласувана с комисия, в която участват видните езиковеди Беньо Цонев, Александър Теодоров-Балан. Правописът остава в сила до Деветоюнския преврат от 1923 година. Новият правопис не е възприет от голяма част от българските учени, като срещу него се изказват лингвисти като Любомир Милетич и Стоян Романски. Издателите на някои вестници и списания продължават да използват стария Иванчевски правопис. Освен от земеделците, новият правопис е използван и от комунистите. Стефан Младенов прави опит за примиряване на Дриновско-Иванчевския, Омарчевския правопис и проекта на Историкофилологическия клон на БАН, но без успех. А. Т.-Балан си служи с правописа на Историко-филологическия клон. 
През 1922 г. Стоян Омарчевски внася предложение в Министерския съвет за определянето на 1 ноември за Ден на народните будители. Датата 1 ноември (по Григорианския календар) е изведена от Деня на покровителя на българите св. Иван Рилски – 19 октомври (стар стил). Според някои източници идеята му била подсказана от обикновен селянин, който му написал в писмо, че трябва да отдаваме почит на „големите българи“ – Левски, Ботев, Каравелов.
През декември 1920 г., по време на мандата на Стоян Омарчевски като министър на народното просвещение, Софийският университет е временно закрит с решение на правителството на БЗНС. Поводът е нарастващото напрежение между академичната общност и правителството, породено от критики към земеделската политика и идеологическите различия. Част от преподавателите са пенсионирани преждевременно, а студентски прояви са тълкувани като политически смут. Закриването предизвиква широк обществен отзвук и се възприема като опит за ограничаване на университетската автономия. Впоследствие, под обществен натиск, университетът е отворен повторно през 1921 г.
Омарчевски е смятан за един от най-заслужилите български министри на просветата и културата. Канен е от Фондация „Карнеги“ да чете лекции в Колумбийския и други университети в САЩ. Награден е от цар Борис III с орден „За гражданска заслуга“. Бил е редактор на вестниците „Земеделско знаме“ и „Земеделска отбрана“, „Земеделска мисъл“, „Земя“ и др. Автор е на книгите „Балканската война“, „Българските управници през Световната война“ (1919), „На позорния стълб убийците народни“ (1921).
Арестуван е след преврата на 9 юни 1923 г. заедно със съпартийците си министри Петър Янев, Александър Радолов, Константин Муравиев, Недялко Атанасов, Спас Дупаринов, Христо Стоянов, Цанко Бакалов и Кирил Павлов, обвинени, че са „нанесли щети на държавното съкровище“. Освободен е на 9 април 1924 г. и се връща в Народното събрание. От 1925 до 1926 година е член на Постоянното присъствие на БЗНС. През декември 1926 година Съюзът се разцепва, а Омарчевски преминава на страната на БЗНС „Оранжев“ (Константин Томов). През 1929 година се включва в редиците на БЗНС „Врабча-1“. Между 1935 и 1938 година членува в дясната земеделска група „Орач“.
Стоян Омарчевски умира на 55 години на 10 март 1941 г. в София.

## Памет
На Стоян Омарчевски е наречена улица в квартал „Свобода“ в София (Карта).